# Porfiri
|  | Per a altres significats, vegeu «Publili Optatià Porfiri». |

Porfiri (grec antic: Πορφύριος)  (Tir, c. 233 - Roma, c. 301) fou un filòsof neoplatònic, deixeble de Plotí i de Longí. Va ser important en la història de les matemàtiques per la seva Vida de Pitàgores, i el seu comentari als Elements d'Euclides, utilitzat per Papos d'Alexandria per a escriure el seu propi comentari. No obstant això, la seva major aportació va ser en filosofia i religió. La seva obra Isagogè, un cop traduïda al llatí, i pensada com a introducció a les Categories d'Aristòtil, va ser el text de referència en lògica durant com a mínim un mil·lenni després de la seva mort. Pel que fa a la religió, va mantenir una postura de crítica amb el cristianisme i d'afirmació d'un cert panteisme. Va influir en les idees dels neoplatònics posteriors Procle i Iàmblic de Calcis (per bé que en més d'un punt ambdós discreparen de les seves doctrines).

## Biografia
Els pares de Porfiri eren de Síria, i li van posar de nom Malchus ('rei'). El seu professor a Atenes, Cassi Longí, li va donar el nom de Porfiri ('vestit de morat'), un joc de paraules al·lusiu al color de les seves robes imperials. Sota la tutela de Longinus va estudiar gramàtica i retòrica. L'any 262 va viatjar a Roma, atret per la reputació de Plotí, i durant sis anys es va dedicar exclusivament a l'estudi del neoplatonisme. Seguint el consell de Plotí, va marxar a Sicília durant cinc anys per mirar de recuperar la salut que havia perdut per excés de feina. En el seu retorn a Roma, va donar classes de filosofia i va completar una edició sobre els escrits de Plotí (que havia mort mentrestant), juntament amb una biografia del seu professor. En escrits neoplatònics, es menciona Jàmblic com a alumne seu, però probablement això es deu al fet que es considerà una figura dominant en la següent generació de filòsofs. Els dos homes diferiren en l'assumpte de la teúrgia. En els seus últims anys, es va casar amb Marcella, una vídua amb set fills entusiasta de l'estudi de la filosofia. Es coneix poca cosa més de la seva vida, i la data de la seva mort no està confirmada.

## Isagogè, laIntroducció
Porfiri és conegut fonamentalment per les seves contribucions en filosofia. A part del seu escrit Ajudes per a l'estudi dels intel·ligibles, un resum bàsic de la doctrina neoplatònica, va ser especialment rellevant per la seva Introducció a les Categories d'Aristòtil (Introductio in Praedicamenta). No obstant això, el títol correcte és simplement Introducció (είσγωγή) (Isagogè), i el llibre és una introducció, no a les Categories en particular, sinó a la lògica en general, comprenent les teories de predicació, definició i prova. La Introducció defineix com es poden classificar les qualitats atribuïdes a les coses, i desglossa la concepció filosòfica de substància en els cinc components de gènere, espècie, diferència, propietat, accident.
La Isagogè de Porfiri va servir per a incorporar la lògica d'Aristòtil en el neoplatonisme, i més en particular, sobre la doctrina de les entitats (en la posterior filosofia medieval, com a universal). Més endavant, la traducció al llatí de la Isagogè, feta per Boeci, va esdevenir un text de referència estàndard en escoles i universitats medievals, i assentà les arrels per al desenvolupament de la lògica i el problema dels universals. En els textos medievals, l'omnipresent Arbor porphyriana ('Arbre de Porfiri') il·lustra la seva classificació lògica de la substància. Avui en dia, la taxonomia ha utilitzat l'arbre de Porfiri per a classificar els organismes vius: vegeu cladística.

## Filosofia dels oracles

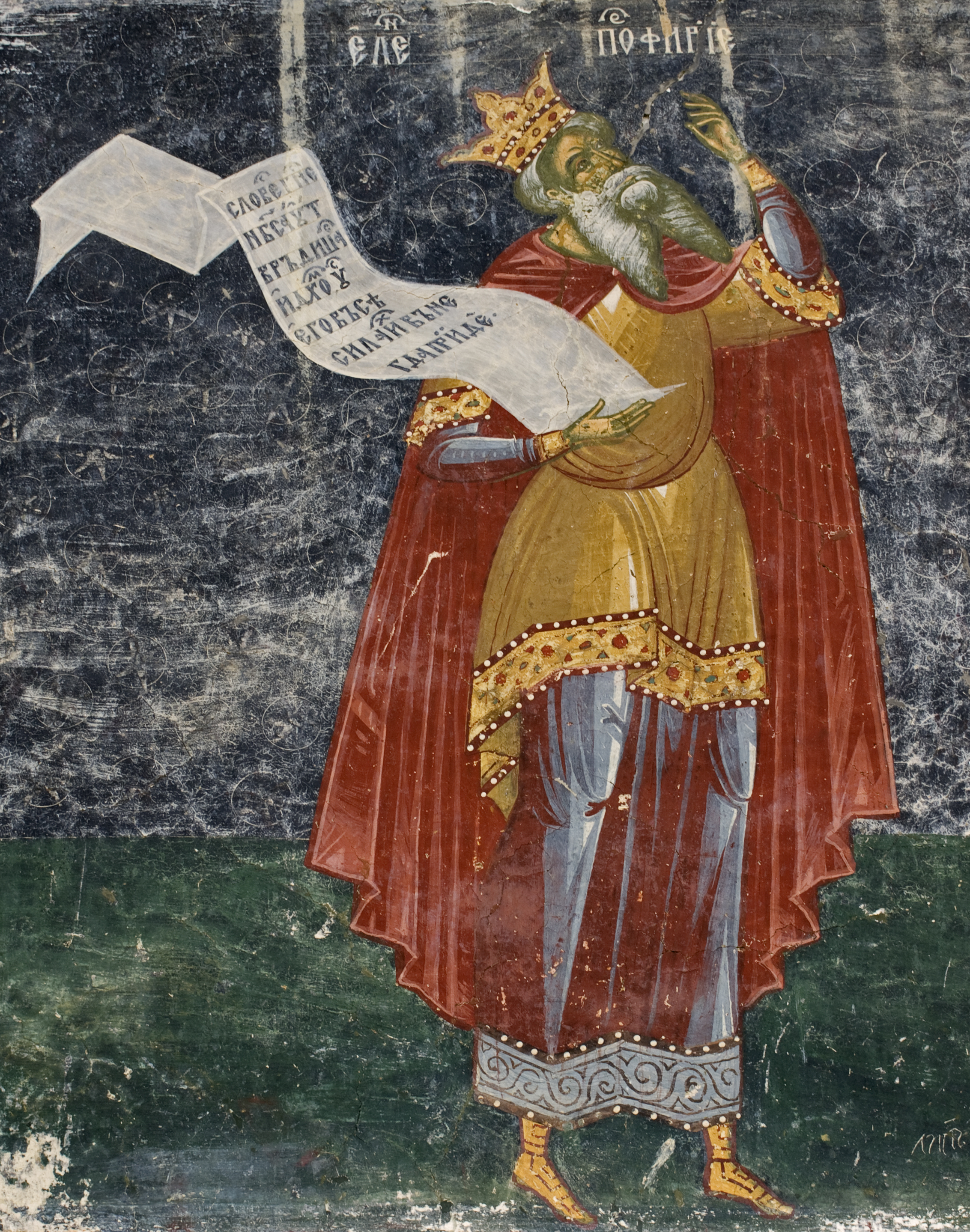
Porfiri representat als frescos del Monestir de Sucevița (segle XVI).

Porfiri també és conegut en l'àmbit de la teologia per les seves crítiques al cristianisme i la seva defensa del paganisme, sobretot a partir del seu text Filosofia dels oracles, escrit abans de les persecucions dels cristians per Dioclecià i Galeri:
"Com poden aquestes persones ser considerades mereixedores d'abstenció de judici? No tan sols han rebutjat a aquells que des dels primers temps havien reflexionat sobre allò diví d'entre tots els grecs i els bàrbars... sinó també emperadors, administradors de llei i filòsofs -tots de ment preclara. També, escollint la impietat i l'ateisme, han preferit el seu proïsme. I a quin tipus de penalitats podrien no estar subjectes aquells que... són fugitius dels afers dels seus pares?"
El fet de si Porfiri fou o no el filòsof pagà de Divine Institutes de Lactanci ha estat discutit a bastament. Els cristians han manipulat els seus escrits: una versió falsificada de la Filosofia dels oracles mostra l'autor com a cristià. El treball fraudulent va ser creat com a servei al cristianisme; és acceptat per Eusebi de Caesarea, i interessa apologistes com Theodoret. Sant Agustí fou dels primers a rebutjar-lo com a fals. Es va deixar inqüestionat durant els segles següents per successives generacions d'escolàstics ortodoxos; el seu estatus final de falsificació va ser finalment establert després de la crítica de Nathaniel Lardner al segle xviii.

## Adversus Christianos
Del seu Adversus Christianos (Contra els cristians), escrit l'any 270, que comprenia quinze llibres, només se'n conserven fragments i cites d'atribució incerta. Aquesta obra fou prohibida per Constantí el Gran, i els seus llibres cremats en el segle v.
Se l'ha citat sovint per haver afirmat en aquest llibre "Els Déus han proclamat Crist com el més piadós, però els cristians són una secta confosa i viciosa." Així mateix, considerava Jesucrist com un taumaturg que feia miracles per art de màgia. S'escrigueren contratractats per Eusebi de Cesarea, Apol·linar de Laodicea, Methodius d'Olympus i Macarius Magnes, però s'han perdut tots.
La identificació feta per Porfiri del Llibre de Daniel com a treball d'un escriptor en temps d'Antíoc IV és citada per Jerònim. Per aquest fet, i per defensar que el Pentateuc no es podia remuntar a Moisès, se'l considera fundador de l'exegesi bíblica.

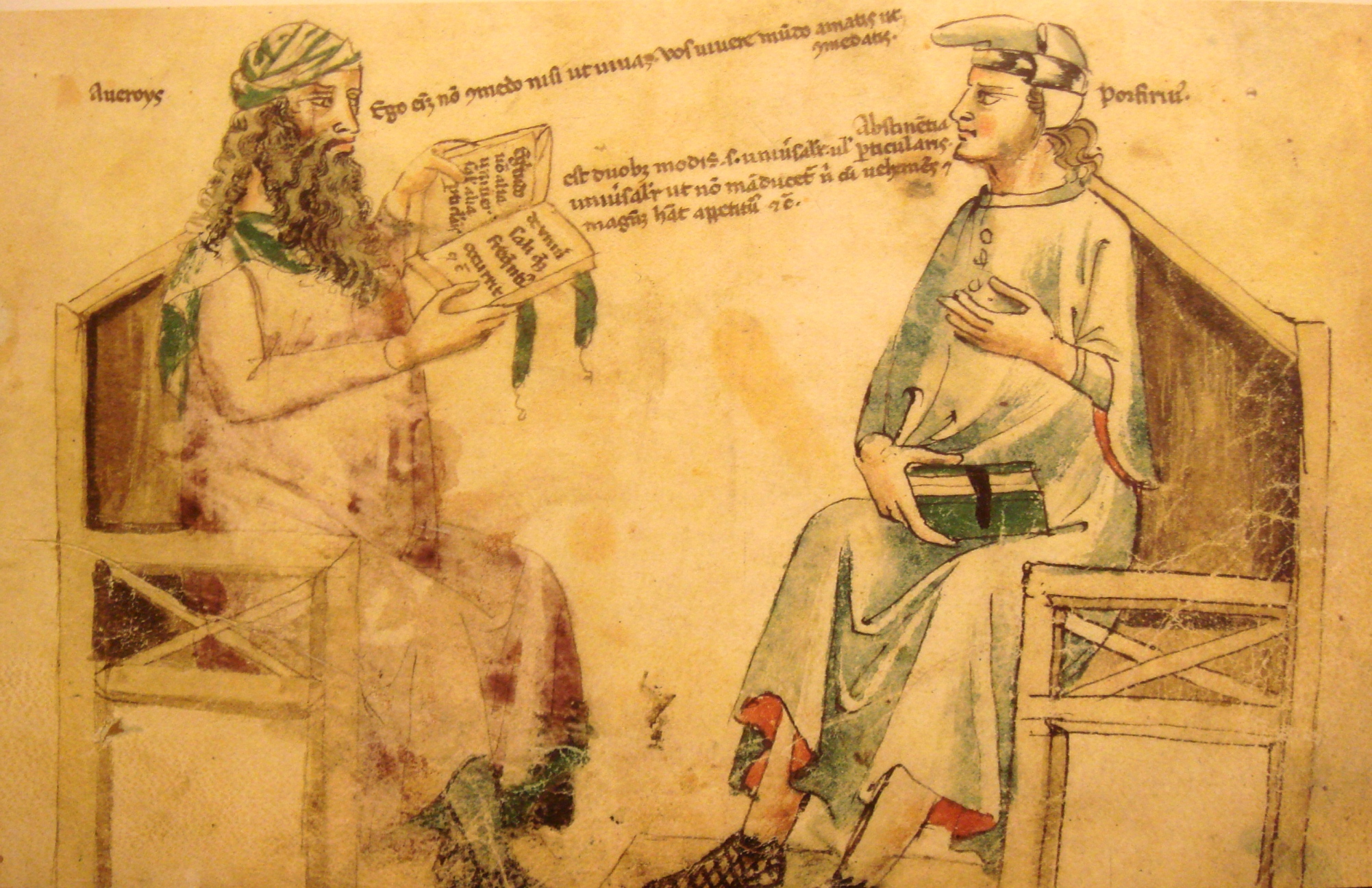
Representació del segle XIV d'un debat imaginari entre Averrois (esquerra) i Porfiri (dreta).

## Altres aspectes
Porfiri també s'oposava a la teúrgia de Jàmblic. Molts dels misteris de Jàmblic estan dedicats a la defensa de la possessió mística teúrgica divina, en contra de les crítiques de Porfiri.
Porfiri, com Pitàgores, fou un defensor del vegetarianisme, per connotacions espirituals i ètiques. Probablement, aquests dos filòsofs són els vegetarians més famosos de l'època clàssica. Va escriure De Abstinentia (Sobre l'abstinència) i De Non Necandis ad Epulandum Animantibus (Sobre la incorrecció de matar éssers vius per menjar), advocant en contra del consum d'animals, i és citat amb aprovació en la documentació actual sobre el vegetarianisme.
Porfiri també va escriure a bastament sobre astrologia, religió, filosofia i teoria de la música. Va escriure una Philosophos istoria amb vides de filòsofs, inclosa la vida del seu professor, Plotí. La seva biografia de Plató del llibre IV només es conserva en forma de cites de Ciril d'Alexandria. El seu llibre Vita Pythagorae, sobre la vida de Pitàgores no s'ha de confondre amb el llibre homònim de Jàmblic.
Porfiri va preservar un fragment d'un treball sobre l'illa de Xipre i sobre Fenícia atribuït a l'historiador grec Asclepíades de Xipre.

## Llista d'obres de Porfiri
Les obres que es conserven són:
- Πυθαγόρου βίος
- Περὶ Πλωτίνου βίου καὶ τη̂ς τάξεως τω̂ν βιβλίων αὐτου̂
- Περὶ ἀποχη̂ς τω̂ν ἐμψύχων
- Πρὸς ̓Ανεβω̂ τὸν Αἰγύπτιον
- Πρὸς τὰ νοητὰ ἀφορμαι
- Ομηρικὰ ζητήματα
- Περὶ του̂ ἐν ̓Οδυσσείᾳ τω̂ν Νυμφω̂ν ἄντρου
- Περὶ Στυγός
- Εἰσαγωγὴ, o Περὶ τω̂ν πέντε φωνω̂ν
- Comentari sobre les Categories d'Aristòtil en preguntes i respostes
- Comentari sobre l'obra d'Aristòtil Περὶ φυσικη̂ς ἀκροάσεως
- Comentari sobre l'Harmonica de Ptolemeu
- Περὶ προσφδίας
- Scholia de la Ilíada
- Comentari sobre els ètics d'Aristòtil i un sobre l'Organon
- Dos llibres sobre la filosofia de Plató
- Carta a la seva dona Marcel·la
- Un fragment poetic del llibre entitled Περὶ τη̂ς ἐκ λογίων φιλοσοφίας
- Introducció al Tetrabiblos de Ptolemeu (dubtosa)

Obres perdudes:
- Περὶ ἀγαλμάτων
- Περὶ ἀνόδου ψυχη̂ς
- Περὶ του̂ μίαν εἰ̂ναι τὴν Πλάτωνος και ̓Αριστοτέλους αἵρεσιν
- Comentari sobre l'obra d'Aristòtil Περὶ ἑρμηνείας.
- Πρὸς ̓Αριστοτέλην, περὶ του̂ εἰ̂ναι τὴν ψυχην ἐντελέχειαν
- Εξήγησις τω̂ν κατηγοριω̂ν
- Περὶ ἀρχω̂ν
- Περὶ ἀσωμάτων
- Περὶ του̂ γνω̂θι σεαυτόν.
- Γραμματικαὶ ἀπορίαι
- Replica a l'apologia d'Alcibíades en el Symposium de Plató de Diòfanes
- Επιγράμματα
- Περὶ του̂ ἐφ' ἡμι̂ν
- Tractat sobre una obra espúria atribuïda a Zoroastre
- Περὶ θείων ὀνομάτων
- Εἰς τὸ Θεοφράστὸυ περὶ καταφάσεως καὶ ἀποφάσεως
- Εἰς τὸ Θουκυδίδου προοίμιον, πρὸς ̓Αριστείδην
- Περὶ ἰδεω̂ν, πρὸς Λογγι̂νον
- Ο ἱερὸς γάμος
- Εἰς τὴν του̂ ̓Ιουλιανου̂ Χαλδαίου φιλοσόφου ἱστορίαν
- εἰς τὴν Μινουκιανου̂ τέχνην
- Ο πρὸς Νημέρτιον λόγος
- ́Οτι ἔξω του̂ νου̂ ὑφέστηκε τὸ νόημα
- Περὶ τη̂ς ̔Ομήρου φιλοσοφίας
- Περὶ τη̂ς ἐξ ̔Ομήρου ὠφελείας τω̂ν βασιλέων
- Περὶ παραλελειμμένων τῳ̂ πολητῃ̂ ὀνομάτων
- Περὶ τω̂ν κατὰ Πίνδαρον του̂ Νείλου πηγω̂ν
- Comentaris sobre diverses obres de Plotí
- εἰς τὸν Σοφίστην του̂ Πλάτωνος
- Σύμμικτα ζητήματα
- τὰ εἰς τὸν Τίμαιον ὑπομνήματα,
- Περὶ ὕλης
- Φιλόλογος ἱστορία
- Φιλόσοφος ἱστορία
- Περὶ ψυχη̂ς,
- Περὶ τω̂ν ψυχη̂ς δυνάμεων.
- Κατὰ Χριστιανω̂ν, Contra cristianos

Se li atribueix ocasionalment ἐπίτομος διήγησις εἰς τὰς καθ' ̔Ομήρου πλάνας του̂ ̓Οδυσσέως, probablement obra de Nicèfor Gregoràs

## Obres publicades de Porfiri
- Ad Gaurum ed. K. Kalbfleisch. Abhandlungen der Preussischen Akadamie der Wissenschaft. phil.-hist. kl. (1895): 33-62.
- Contra Christianos, ed., Adolf von Harnack, Porphyrius, "Gegen die Christen,"15 Bücher: Zeugnisse, Fragmente und Referate. Abhandlungen der königlich prüssischen Akademie der Wissenschaften: Jahrgang 1916: philosoph.-hist. Klasse: Nr. 1 (Berlin: 1916).
- Contra los Cristianos: Recopilación de Fragmentos, Traducción, Introducción y Notas  E. A. Ramos Jurado, J. Ritoré Ponce, A. Carmona Vázquez, I. Rodríguez Moreno, J. Ortolá Salas, J. M. Zamora Calvo (Cádiz: Servicio de Publicaciones de la Universidad de Cádiz 2006).
- Corpus die Papiri Filosofici Greci e Latini III: Commentarii (Florence: Leo S. Olschki, 1995). D'aquestes, #6 i #9 podrien no ser de Porfiri.
- De abstinentia ab esu animalium Jean Bouffartigue, M. Patillon, and Alain-Philippe Segonds, edd., 3 vols., Budé (Paris, 1979-1995).
- De Philosophia ex oraculis haurienda G. Wolf, ed. (Berlin: 1956).
- Epistula ad Anebonem, A. R. Sodano ed. (Naples: L'arte Tipografia, 1958).
- Fragmenta Andrew Smith, ed. (Stvtgardiae et Lipsiae: B. G. Tevbneri, 1993).
- The Homeric Questions: a Bilingual Edition Lang Classical Studies 2, R. R. Schlunk, trans. (Frankfurt-am-Main: Lang, 1993).
- Isagogè, Stefan Weinstock, ed. in Catalogus Codicum astrologorum Graecorum, Franz Cumon, ed. (Brussels, 1940): V.4, 187-228.
- Kommentar zur Harmonielehre des Ptolemaios Ingemar Duuring. ed. (Göteborg: Elanders, 1932).
- Opuscula selecta Augusts Nauck, ed. (Lipsiae: B. G. Tevbneri, 1886).
- Porphyrii in Platonis Timaeum commentarium fragmenta A. R. Sodano, ed. (Napoli: 1964).
- Porphyry, the Philosopher, to Marcella: Text and Translation with Introduction and Notes Kathleen O’bBien Wicker, trans., Text and Translatiosn 28; Graeco-Roman Religion Series 10 (Atlanata: Schoalrs Press, 1987).
- Pros Markevllan Griechiser Text, herausgegeben, übersetzt, eingeleitet und erklärt von W. Pötscher (Leiden: E. J. Brill, 1969).
- Sententiae Ad Intelligibilia Ducentes E. Lamberz, ed. (Leipzig: Teubner, 1975).
- Vie de Pythagore, Lettre à Marcella E. des Places, ed. and trans. (Paris: Les Belles Lettre, 1982).
- La Vie de Plotin Luc Brisson, ed. Historie de l'antiquité classique 6 & 16 (Paris: Libraire Philosophique J. Vrin: 1986-1992) 2 vols.
- Vita Plotini  in Plotinus, Armstrong, ed. LCL (Cambridge, Mass.: Harvard University Press, 1968), 2-84.
- To Marcella text i traducció amb Introducció i Notes per Kathleen O'Biren Wicker (Atlanta: Scholars Press, 1987).